# F.H. Bradley
 Der er for få eller ingen kildehenvisninger i denne artikel, hvilket er et problem. Du kan hjælpe ved at angive troværdige kilder til de påstande, som fremføres i artiklen.

Francis Herbert Bradley (født 30. januar 1846 i Clapham, død 18. september 1924 i Oxford) var en engelsk filosof.
Bradley studerede i Oxford, hvor han siden levede et tilbagetrukket liv som Fellow i Merton College. Som filosof repræsenterede Bradley en bevægelse inden for den nyere engelske filosofi, der dannede en parallel til de bestræbelser, der inden for den nyere franske filosofi særlig var repræsenterede af Renouvier, Boutroux, Bergson og andre. Begge retninger visede tilbage til tysk metafysik, Bradleys filosofi i første række til Hegel og Lotze. Under påvirkning af disse og særlig af den engelske hegelianer Thomas Hill Green trådte Bradley i modsætning til den engelske empirisme; i sit første større værk, Ethical Studies (1876) fortsatte han Greens kritik af den engelske associationspsykologi. Så berettiget denne kritik måske kan være på enkelte punkter, slipper Bradley dog alt for hurtig ud over selve den engelske empirismes videnskabelige metode og grundsyn. I sit hovedværk Appearance and Reality (1892) opstillede han i en noget ændret form den tyske romantiks dialektiske metode. Grundprincippet for alt er overensstemmelse med sig selv (selfconsistency); men alt, hvad man forsøger at hævde som realitet for sig selv, fører over i noget andet, i sin egen negation (in-consistency). Den afgørende forskel mellem Bradley og Hegel er dog den, at hvor Hegel lod dialektikken løbe tilbage i sig selv og mente at stå ved en absolut afslutning, indser Bradley, at vi i vor bestemmelse af realiteten, just i kraft af den forholdslov, der er det psykologiske grundlag for hele den dialektiske metode, ikke kan nå nogen afslutning. Der gør sig her hos Bradley en skepticisme gældende, der på en mærkelig måde er blandet med en mystisk hævdelse af det sbsoluttes eksistens. Bradleys værk er i det hele en ejendommelig forbindelse af virkelig skarpsindige erkendelsesteoretiske undersøgelser, en gold spidsfindighed og bag ved alt en romantisk mysticisme. Han udgav endvidere Essays on Truth and Reality  (1914).